# Marathon van Tokio 2016

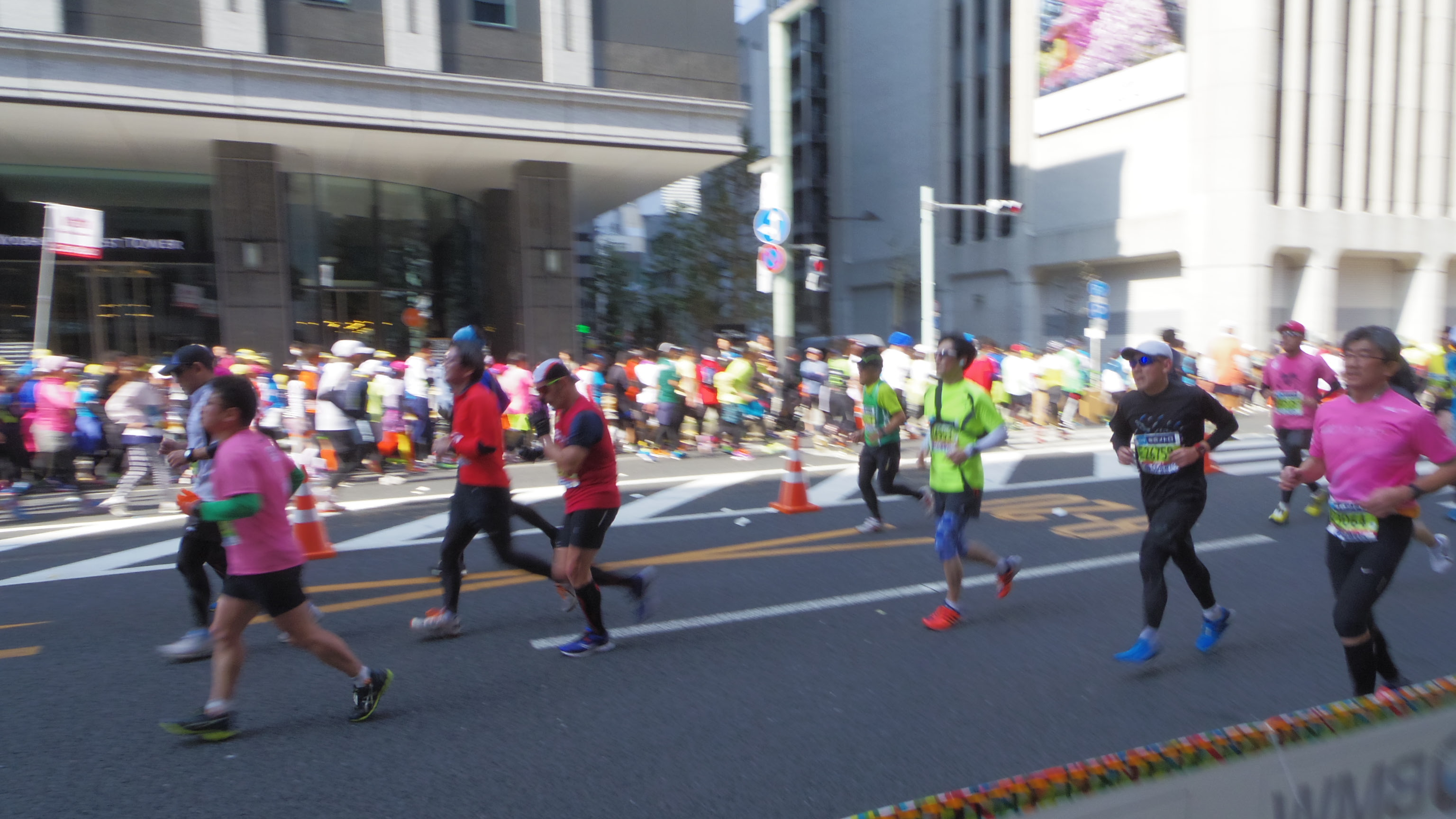
Marathon van Tokio 2016

De marathon van Tokio 2016 werd gehouden op zondag 28 februari 2016. Het was de tiende editie van deze marathon.
De Ethiopiër Feyisa Lilesa kwam als eerste man over de finish in 2:06.56. Hij bleef hiermee de Keniaan Bernard Kipyego, die in 2:07.33 de finish passeerde, ruim een halve minuut voor. Het verschil maakte hij met name in de laatste kilometer. Bij de vrouwen ging de Keniaanse Helah Kiprop met de hoogste eer strijken; zij won de wedstrijd in 2:21.27. Zowel de eerste man als de eerste vrouw wonnen omgerekend ruim $70.000 aan prijzengeld.
In totaal namen 36.150 hardlopers deel aan het evenement, waarvan 28.050 mannen en 8100 vrouwen.

## Uitslagen

### Mannen
| rang   | naam               | land | tijd    |
| ------ | ------------------ | ---- | ------- |
| Goud   | Feyisa Lilesa      | ETH  | 2:06.56 |
| Zilver | Bernard Kipyego    | KEN  | 2:07.33 |
| Brons  | Dickson Kiptolo    | KEN  | 2:07.34 |
| 4      | Stephen Kiprotich  | UGA  | 2:07.46 |
| 5      | Abel Kirui         | KEN  | 2:08.06 |
| 6      | Eliud Kiptanui     | KEN  | 2:08.55 |
| 7      | Emanuel Mutai      | KEN  | 2:10.23 |
| 8      | Yuki Takamiya      | JPN  | 2:10.57 |
| 9      | Javier Guerra      | ESP  | 2:11.01 |
| 10     | Yuta Shimoda       | JPN  | 2:11.34 |
| 11     | Tadashi Isshiki    | JPN  | 2:11.45 |
| 12     | Yuma Hattori       | JPN  | 2:11.46 |
| 13     | Masato Imai        | JPN  | 2:12.18 |
| 14     | Akiyuki Iwanaga    | JPN  | 2:12.24 |
| 15     | Hiroki Yamagishi   | JPN  | 2:12.27 |
| 16     | Tatsunori Hamasaki | JPN  | 2:12.45 |
| 17     | Mekubo Mogusu      | KEN  | 2:12.55 |
| 18     | Hiroaki Sano       | JPN  | 2:13.10 |
| 19     | Kohei Matsumura    | JPN  | 2:13.46 |
| 20     | Yasuyuki Nakamura  | JPN  | 2:13.46 |
| 21     | Kazuaki Shimizu    | JPN  | 2:14.16 |
| 22     | Chiharu Takada     | JPN  | 2:14.29 |
| 23     | Ryo Hashimoto      | JPN  | 2:14.38 |
| 24     | Satoshi Kikuchi    | JPN  | 2:14.54 |
| 25     | Ryohei Nishiyama   | JPN  | 2:15.42 |

### Vrouwen
| rang   | naam                 | land | tijd    |
| ------ | -------------------- | ---- | ------- |
| Goud   | Helah Kiprop         | KEN  | 2:21.27 |
| Zilver | Amane Gobena         | ETH  | 2:21.51 |
| Brons  | Edna Kiplagat        | KEN  | 2:22.36 |
| 4      | Aberu Kebede         | ETH  | 2:23.01 |
| 5      | Birhane Dibaba       | ETH  | 2:23.16 |
| 6      | Demise Shure         | ETH  | 2:25.04 |
| 7      | Ashete Bekere        | ETH  | 2:25.50 |
| 8      | Maja Neuenschwander  | SUI  | 2:27.36 |
| 9      | Isabellah Andersson  | SWE  | 2:30.02 |
| 10     | Yukiko Okuno         | JPN  | 2:31.17 |
| 11     | Madoka Nakano        | JPN  | 2:33.39 |
| 12     | Miya Nishio          | JPN  | 2:34.18 |
| 13     | Ayano Kondo          | JPN  | 2:35.13 |
| 14     | Hiroko Yoshitomi     | JPN  | 2:39.30 |
| 15     | Yuri Kano            | JPN  | 2:39.37 |
| 16     | Risa Suzuki          | JPN  | 2:39.57 |
| 17     | Ruth-Charlotte Croft | NZL  | 2:40.59 |
| 18     | Kana Unno            | JPN  | 2:42.06 |
| 19     | Mitsuko Ino          | JPN  | 2:42.23 |
| 20     | Shinobu Ayabe        | JPN  | 2:43.37 |
| 21     | Sakie Ishibashi      | JPN  | 2:44.00 |
| 22     | Virginia Moloney     | AUS  | 2:44.23 |
| 23     | Mitsuko Hirose       | JPN  | 2:45.04 |
| 24     | Maiko Tani           | JPN  | 2:45.18 |
| 25     | Kasumi Sato          | JPN  | 2:47.08 |

Tokyo International Marathon (alleen mannen)

1981 · 1982 · 1983 · 1984 · 1985 · 1986 · 1987 · 1988 · 1989 · 1990 · 1991 · 1992 · 1993 · 1994 · 1995 · 1996 · 1997 · 1998 · 1999 · 2000 · 2001 · 2002 · 2003 · 2004 · 2005 · 2006

Tokyo International Women's Marathon (alleen vrouwen)

1979 · 1980 · 1981 · 1982 · 1983 · 1984 · 1985 · 1986 · 1987 · 1988 · 1989 · 1990 · 1991 · 1992 · 1993 · 1994 · 1995 · 1996 · 1997 · 1998 · 1999 · 2000 · 2001 · 2002 · 2003 · 2004 · 2005 · 2006 · 2007 · 2008

Tokyo Marathon (beide)

2007 · 2008 · 2009 · 2010 · 2011 · 2012 · 2013 · 2014 · 2015 · 2016 · 2017 · 2018 · 2019 · 2020 · 2021 · 2022 · 2023 · 2024